# Jiro Kondo
Jiro Kondo (近藤 二郎, Kondō Jirō; Suginami, 2 december 1951) is een Japans egyptoloog.
Kondo heeft onderzoek gedaan in de tombes KVA en WV 22 in de Vallei der Koningen. Hij is professor in archeologie aan de Waseda-universiteit.
- CiNii: DA00614385
- Gemeinsame Normdatei: 1097638413
- International Standard Name Identifier: 0000 0000 8235 796X
- Library of Congress Control Number: nr2005022479
- Bibliotheek van het Japanse parlement: 00157360
- Nationale Bibliotheek van Israël: 987007298759705171
- Nederlandse Thesaurus van Auteursnamen: 074737724
- Système universitaire de documentation: 09125177X
- Virtual International Authority File: 202148996077059752798